# Liv Morgan
Gionna Jene Daddio (Morristown, Nueva Jersey; 8 de junio de 1994) es una luchadora profesional y actriz estadounidense. Actualmente trabaja para la empresa WWE, donde se presenta en la marca Raw bajo el nombre de Liv Morgan. Entre sus logros, destaca cuatro reinados como Campeona Femenina en Parejas de WWE con Raquel Rodríguez, dos como Campeona Femenina Mundial, además de ser la inaugural Campeona Femenina de Crown Jewel y ganadora de un Money in the Bank.
En 2014, Daddio firmó un contrato con WWE y fue asignada al WWE Performance Center, apareciendo más tarde en NXT con el nombre de Liv Morgan. Fue ascendida al roster principal en 2017 y fue emparejada con Ruby Riott y Sarah Logan para formar el stable The Riott Squad. Después de que el stable se disolvió en 2019, Morgan se convirtió en un luchadora individual. Después de unos meses de su carrera individual, se reunió con Riott, que había estado fuera de acción durante meses por una lesión en el hombro, para reformar el Riott Squad, ahora como un dúo en lugar de un trío debido al despido de Logan. Morgan y Riott se presentaron juntas hasta el despido de Riott en 2021. En 2022, Morgan ganó el combate de escaleras Money in the Bank femenino y lo cobraría en la misma noche, derrotando a Ronda Rousey para ganar el Campeonato femenino de SmackDown, el primer título en su carrera como luchadora. En 2023, formó un equipo con Raquel Rodríguez, con quien logró ganar el Campeonato Femenino en Parejas de WWE, en dos ocasiones.
En 2024, nuevamente vuelve a ganar el Campeonato Mundial Femenino (anteriormente conocido como Campeonato Femenino de Smackdown) tras derrotar a Becky Lynch en el evento King and Queen of the ring. Ese mismo año, Morgan derrota a Nia Jax en Crown Jewel para coronarse como la Primera Campeona Femenina de Crown Jewel.

## Primeros años
Gionna Jene Daddio nació el 8 de junio de 1994 en el suburbio de Morristown, Nueva Jersey, en la ciudad de Nueva York suburb of Morristown, New Jersey. Fue criada en las cercanías de Elmwood Park, Nueva Jersey. Tiene cuatro hermanos mayores y una hermana; tras la muerte del padre de Daddio, su madre crio a los seis hijos como madre soltera. Daddio es fanática de la lucha libre profesional desde hace tiempo y solía participar luchas realizadas en el patio trasero de su casa con a sus hermanos. Ha descrito esos combates que realizaba como fundamentales para comenzar su incursión en la lucha libre:

Literalmente solía recibir pedigrees y powerbombs como si ya fuera mi trabajo. Siempre fingía ser Lita. Todas las Divas eran glamurosas y femeninas, y yo era una tomboy sin ropa bonita. Cuando vi a Lita aparecer con pantalones holgados y tenis deportivos, luchando contra los hombres, me imagine que era la cosa más genial del mundo. Me identifiqué con ella.

Daddio fue animadora competitiva, y trabajó y modeló para la cadena de restaurantes Hooters.

## Carrera

### WWE

#### NXT (2014-2017)

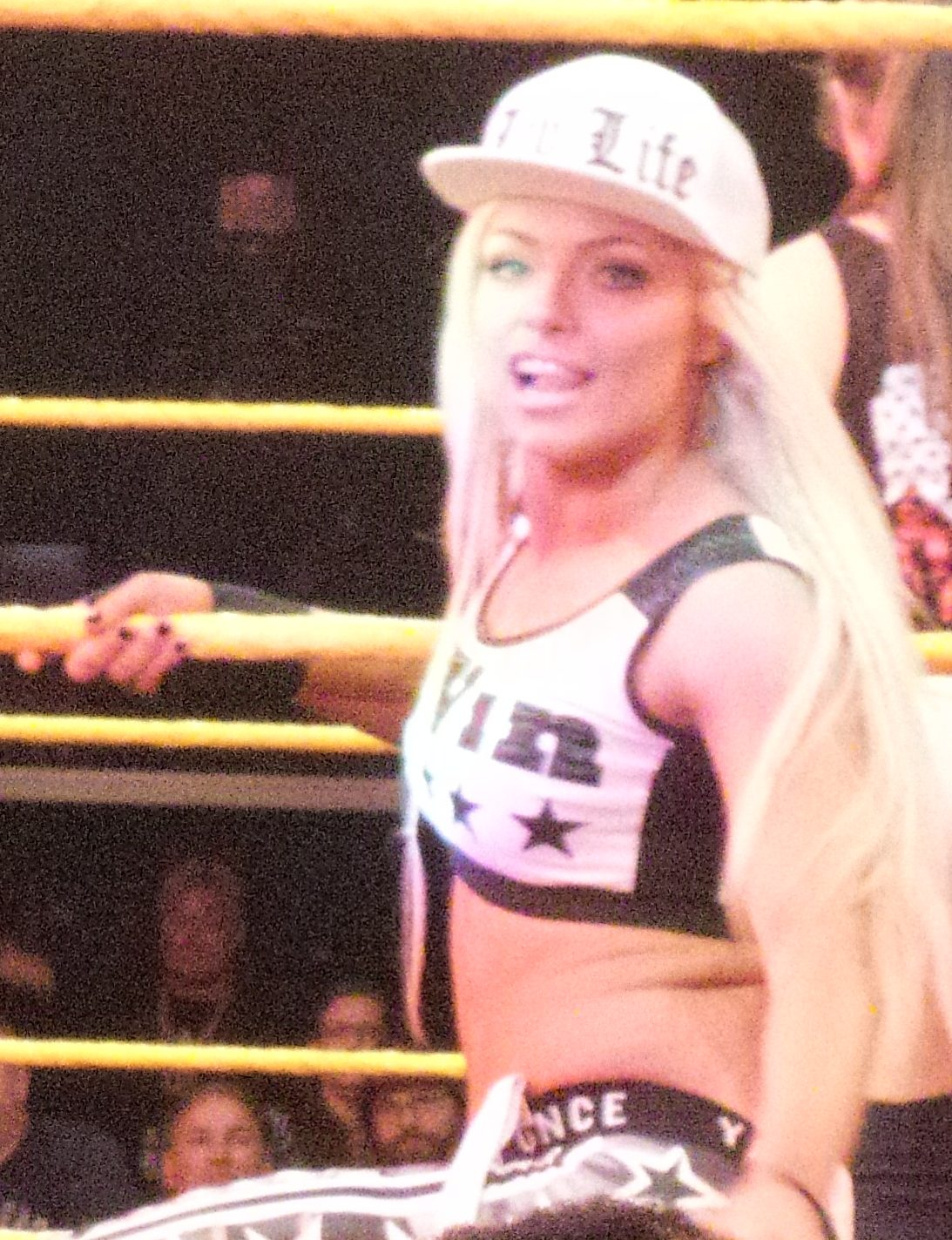
Morgan en 2015.

En 2014, luego de ser descubierta en el gimnasio de Joe DeFranco en Wyckoff, Nueva Jersey, Daddio firmó un contrato con la WWE, y fue asignada a su territorio de desarrollo, NXT, en octubre del mismo año. Hizo su primera aparición televisiva el 11 de febrero de 2015 en NXT TakeOver: Rival, como una fanática plantada que saltó sobre Tyler Breeze durante su entrada al ring. Más tarde apareció el 20 de mayo en NXT TakeOver: Unstoppoble, nuevamente como parte de la entrada de la Breeze. En octubre, trabajó brevemente bajo el nombre de Marley, debutando en el episodio del 4 de noviembre en NXT, donde trabajó como jobber perdiendo contra Eva Marie.
En el episodio del 2 de diciembre de NXT, Daddio hizo su regreso bajo el nuevo nombre de Liv Morgan, perdiendo ante Emma. El 13 de enero de 2016 en NXT, Morgan participó en un Battle Royal para determinar a la contendiente número uno al Campeonato Femenino de NXT de Bayley, el cual fue ganado por Carmella. En el episodio del 17 de agosto de NXT, compitió en un Six-Woman Tag Team match, junto con Carmella & Nikki Cross, en donde derrotaron a Sonya Deville, Mandy Rose y Alexa Bliss. En el episodio del 31 de agosto de NXT, Morgan obtuvo su primera victoria televisiva en luchas individuales, derrotando a Aliyah. En el episodio del 14 de septiembre de NXT, Morgan derrotó a Rachel Fazio por rendición en una lucha individual, y emitiría un desafío a la Campeona Femenina de NXT, Asuka. Sin embargo, la semana siguiente, Morgan fue derrotada por Asuka en menos de un minuto, y luego comenzaría una rivalidad con The Iconic Duo (Billie Kay y Peyton Royce), con ambas mujeres riéndose del resultado de su combate, lo que llevó a una lucha entre Morgan y Kay dos semanas más tarde, con Kay obteniendo la victoria después de una interferencia de Royce. En el episodio del 26 de octubre de NXT, interrumpió una lucha entre Kay y Aliyah al atacar a Royce, causando una distracción que le permitió a Aliyah derrotar a Kay. Morgan pasó a competir contra Royce en el episodio del 16 de noviembre de NXT, pero la lucha terminó en descalificación luego de que Kay interfiriera en el combate, atacando a Morgan y Aliyah hasta que Ember Moon apareció para salvarlas. Las tres se enfrentaron en un Six-woman Tag Team match contra Kay, Royce y Daria Berenato en el episodio del 23 de noviembre de NXT, con el equipo de Morgan saliendo victorioso.

#### The Riott Squad (2017-2019)
En el episodio del 21 de noviembre de 2017 de SmackDown, Morgan hizo su debut en el elenco principal como heel junto con Ruby Riott y Sarah Logan, atacando tanto a Becky Lynch como a Naomi. Esa misma noche, interrumpieron un combate entre la Campeona Femenina de SmackDown Charlotte Flair y Natalya, y luego procedieron a atacar a ambas. La semana siguiente en SmackDown, el trío, ahora llamado The Riott Squad, hizo su debut en el ring, derrotando a Flair, Natalya y Naomi en un Six-woman Tag Team match. El 17 de diciembre en Clash of Champions, Morgan y sus compañeras fungieron como leñadoras en el Lumberjill match por el Campeonato Femenino de SmackDown entre Flair y Natalya. El 28 de enero de 2018 en Royal Rumble, Morgan participó en el primer Women's Royal Rumble match como la número 11, pero fue eliminada por Michelle McCool. En el kick-off de WrestleMania 34, Morgan participó en el WrestleMania Women's Battle Royal, pero fue eliminada por Bayley y Sasha Banks.

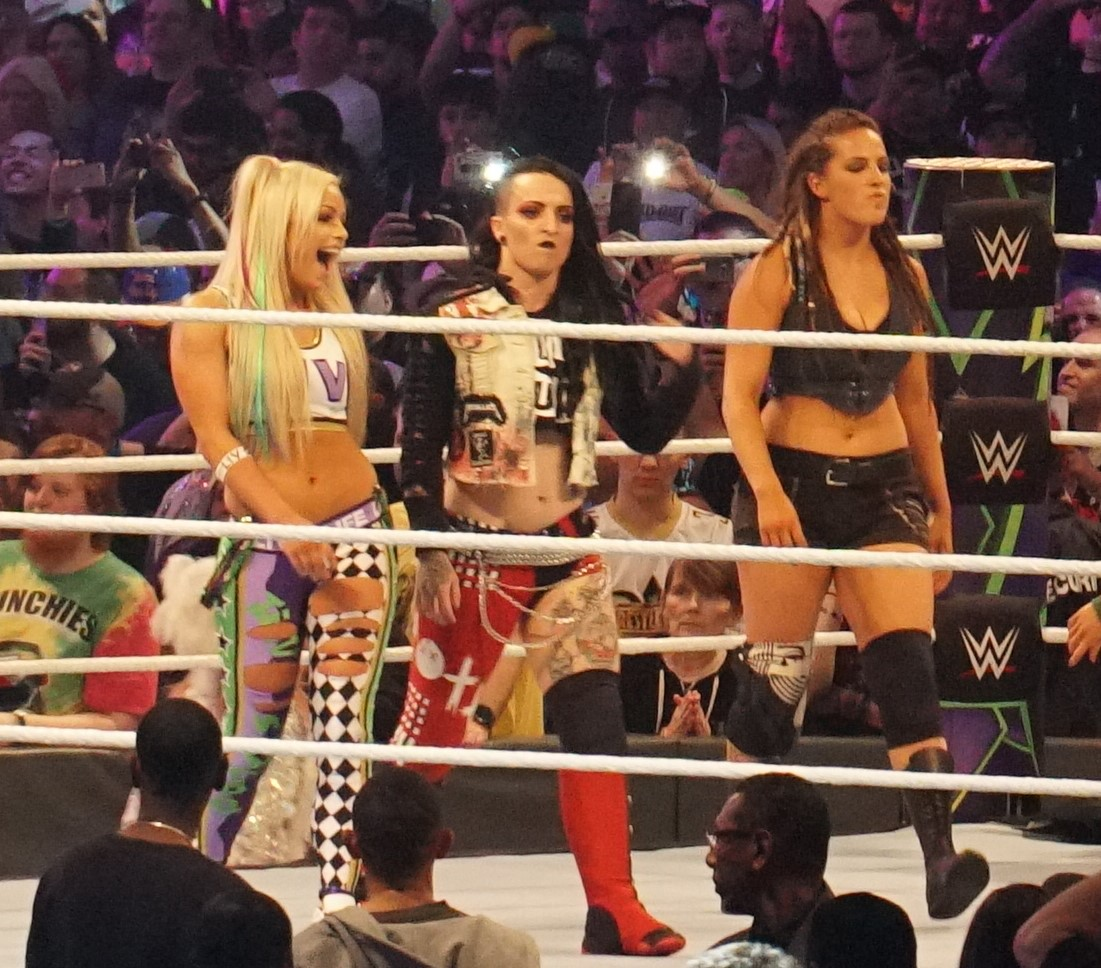
El Riott Squad. De izquierda a derecha: Morgan, Ruby Riott y Sarah Logan en WrestleMania 34, 2018.

El 16 de abril, las integrantes de The Riott Squad fueron traspasadas a la marca Raw, como parte del Superstar Shake-Up; y esa noche provocaron que el combate entre Bayley y Sasha Banks terminara en sin resultado. En el episodio del 28 de mayo de Raw, Morgan compitió en un Gauntlet match por una clasificación al Women's Money in the Bank Ladder match en Money in the Bank, pero fue eliminada por Bayley. En julio, Morgan tuvo varias luchas individuales contra Ember Moon, por quien fue derrotada en cada una de ellas. En el episodio del 24 de septiembre de Raw, Morgan quedó legítimamente inconsciente por Brie Bella cuando Bella estaba realizando una serie de Yes Kicks sobre Morgan y dos de ellas se conectaron a su cabeza, Morgan continuaría luchando un poco antes de ser sacada del combate. Esa noche, a Morgan se le diagnosticó una conmoción cerebral y se sometería a la política de conmoción cerebral de la WWE, poniendo en riesgo su participación en el combate con The Riott Squad contra la Campeona Femenina de Raw Ronda Rousey y The Bella Twins en el evento Super Show-Down. A pesar de eso, Morgan pudo competir en el evento, donde The Riott Squad perdió. Dos noches después en Raw, The Riott Squad se enfrentó a Rousey & The Bella Twins en una revancha, pero perdieron nuevamente. En Evolution, el primer evento de pago por visión exclusivo de la división femenina, The Riott Squad perdió ante Natalya, Bayley & Sasha Banks.
El 27 de enero de 2019 en Royal Rumble, Morgan participó en el Women's Royal Rumble match, solo para ser la primera en ser eliminada después de una duración de 8 segundos, estableciendo el récord por el tiempo más corto en un Women's Royal Rumble match. Un mes más tarde, el 17 de febrero, Morgan y Logan compitieron en un Elimination Chamber match de seis equipos por los inaugurales Campeonatos Femeninos en Parejas de WWE en Elimination Chamber, donde fueron el tercer equipo eliminado por Nia Jax y Tamina, pero las ganadoras fueron Sasha Banks y Bayley. El 7 de abril en el kick-off de WrestleMania 35, Morgan compitió en el WrestleMania Women's Battle Royal, el cual finalmente ganó Carmella.
El 16 de abril como parte del Superstar Shake-up, Morgan fue transferida a SmackDown Live!, disolviendo al Riott Squad en el proceso.

#### Cambios de marca y combates titulares (2019-2022)

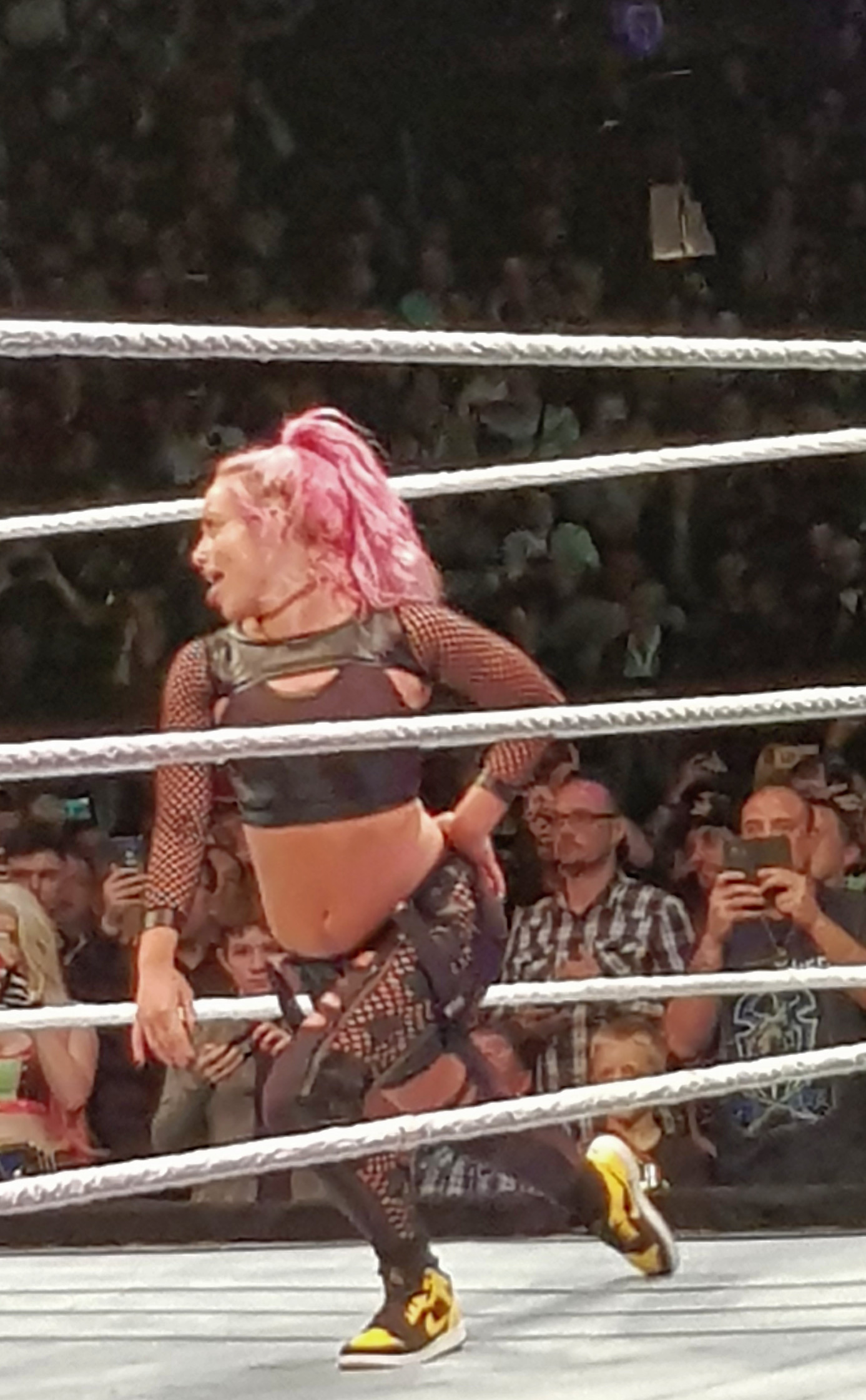
Morgan en 2019.

En el episodio del 16 de julio en SmackDown, Morgan hizo su primera aparición confrontando a Charlotte Flair, esto las condujo a una lucha que se realizó ese mismo día en la que saldría derrotada, al terminar, Liv prometió regresar totalmente renovada, siendo este su primer combate fuera de los house shows desde WrestleMania 35.
El 14 de octubre debido al Draft, Morgan fue traspasada de regreso a Raw debido a que Paul Heyman, quien estuvo a cargo por un tiempo de la marca roja tenía planes creativos para ella. A lo largo de diciembre se transmitieron viñetas con su regreso, volviendo a pintar su cabello de rubio y alegando "no poder ser ella misma". El 31 de diciembre en el evento central de Raw, Liv regresó como face interrumpiendo la boda entre Bobby Lashley y Lana, revelando estar enamorada de esta última por haber mantenido un romance secreto, sin embargo, esta terminó por atacarla y como respuesta Liv se unió a Rusev, quien ya tenía una rivalidad contra los novios. 
El 26 de enero en el Women's Royal Rumble match, solo logró eliminar a Lana entrando como la #7, sin embargo a los pocos segundos sería eliminada por la misma después de una distracción. El 3 de febrero en Raw, después de su victoria contra Lana, su antigua compañera del Riott Squad, Ruby Riott, salió a felicitarla, pero ésta la atacó. Ambas comenzarían un nuevo feudo, el ángulo tendría como eje principal a Riott queriendo poner a Morgan bajo su control de nueva cuenta. 
El 24 de febrero en Raw, estuvo en la firma de contratos para la Elimination Chamber, atacando a Ruby Riott. El 2 de marzo en Raw, derrotó a su excompañera en una lucha individual donde Sarah Logan fue la árbitro especial, al final del encuentro Logan las atacó a las dos dejando en claro que no tenía ningún tipo de alianza con ellas. El 8 de marzo en Elimination Chamber, fue rápidamente eliminada por Shayna Baszler, quien ganó la lucha. El 6 de abril en el segundo día de WrestleMania 36, derrotó a Natalya en el kick-off del evento, posteriormente Liv salió de televisión cuando Paul Heyman fue relegado de su cargo en la marca, cancelando el ángulo que Morgan tenía con Riott.
Después de que Morgan perdiera ante Natalya en el episodio del 22 de junio de Raw, Ruby Riott intentó consolarla detrás del escenario pero fue rechazada. En el episodio del 3 de agosto de Raw, Riott le pidió a Morgan que se uniera a ella para reformar el Riott Squad, siendo interrumpidas por The IIconics (Billie Kay y Peyton Royce) quienes se burlaron de ellas iniciando un ángulo que las llevó a una serie de luchas por equipos donde quedaron en empate. Hasta el PPV Payback, donde Morgan y Riott (nuevamente conocidas como The Riott Squad) derrotaron a The IIconics y una vez más en la revancha la noche siguiente en Raw, por lo que estas últimas se vieron forzadas a separarse, dando fin a su feudo.
Como parte del Draft 2020 en octubre, tanto Morgan como Riott fueron enviadas a SmackDown. Morgan ganó una lucha fatal de cuatro esquinas contra Tamina, Natalya y Chelsea Green su primera noche en SmackDown después del Draft, clasificando para el equipo femenino en Survivor Series, sin embargo, en dicho PPV fue eliminada por Nia Jax y su equipo terminó siendo derrotado por el de Raw. Después de Survivor Series, tanto Riott como Morgan tendrían una racha ganadora en parejas que fue interrumpida al iniciar un ángulo con Billie Kay, quien quería formar parte del escuadrón después de ser enviada a SmackDown, llevándolas a perder varios combates por sus distracciones accidentales. Después del ángulo con Billie, Liv y Ruby tuvieron una oportunidad por los títulos en parejas en la primera noche de WrestleMania 37, logrando eliminar a Billie Kay, Carmella, Dana Brooke y Mandy Rose, pero no pudieron ganar el combate al ser eliminadas al final de la lucha por Tamina y Natalya. El 2 de junio de 2021, Dori Prange (Ruby Riott) fue liberada de su contrato con WWE, disolviendo por segunda vez (de manera definitiva) el Riott Squad.
En el episodio del 4 de junio de SmackDown, Morgan regresó a la competencia individual al enfrentarse sin éxito a Carmella, con quien mantuvo una breve rivalidad las semanas siguientes, donde Morgan finalmente la pudo derrotar. Posteriormente, Liv intentó entrar a la escena titular quejándose con Sonya Deville por agregar a Carmella y Zelina Vega en la lucha femenina tipo Money in the Bank en el PPV homónimo, incluso después de haberlas derrotado en luchas individuales. Tiempo después, Sonya confirmó que Liv sustituiría a Carmella en la lucha ya que esta se enfrentaría a Bianca Belair por el Campeonato femenino de SmackDown la semana siguiente, después de que Bayley (la retadora original de Belair) sufriera una lesión legítima. En el evento, Morgan no pudo ganar la lucha, dejando de aparecer en televisión por un breve período de tiempo. Hizo su regreso en el episodio del 17 de septiembre de SmackDown, donde formó equipo con Toni Storm para enfrentarse a Carmella y Zelina Vega, sin embargo, la lucha acabó en descalificación gracias a estas últimas. Este suceso provocó que Morgan retara a Carmella en Extreme Rules, saliendo victoriosa.
Como parte del Draft de 2021, Morgan fue traspasada a Monday Night Raw. En octubre, Morgan entró al torneo Queen's Crown, donde fue eliminada por Carmella en la primera ronda. En la edición del 8 de noviembre de Raw, Liv derrotó a Bianca Belair, Rhea Ripley, Carmella y Queen Zelina en una lucha fatal de cinco esquinas que determinaría a la contendiente # 1 por el Campeonato femenino de Raw de Becky Lynch, iniciando su primera rivalidad titular. Dándose este combate el 6 de diciembre de 2021 en Raw como el evento principal de la noche donde Lynch retuvo su campeonato.

#### Reinados como Campeona (2022-2024)

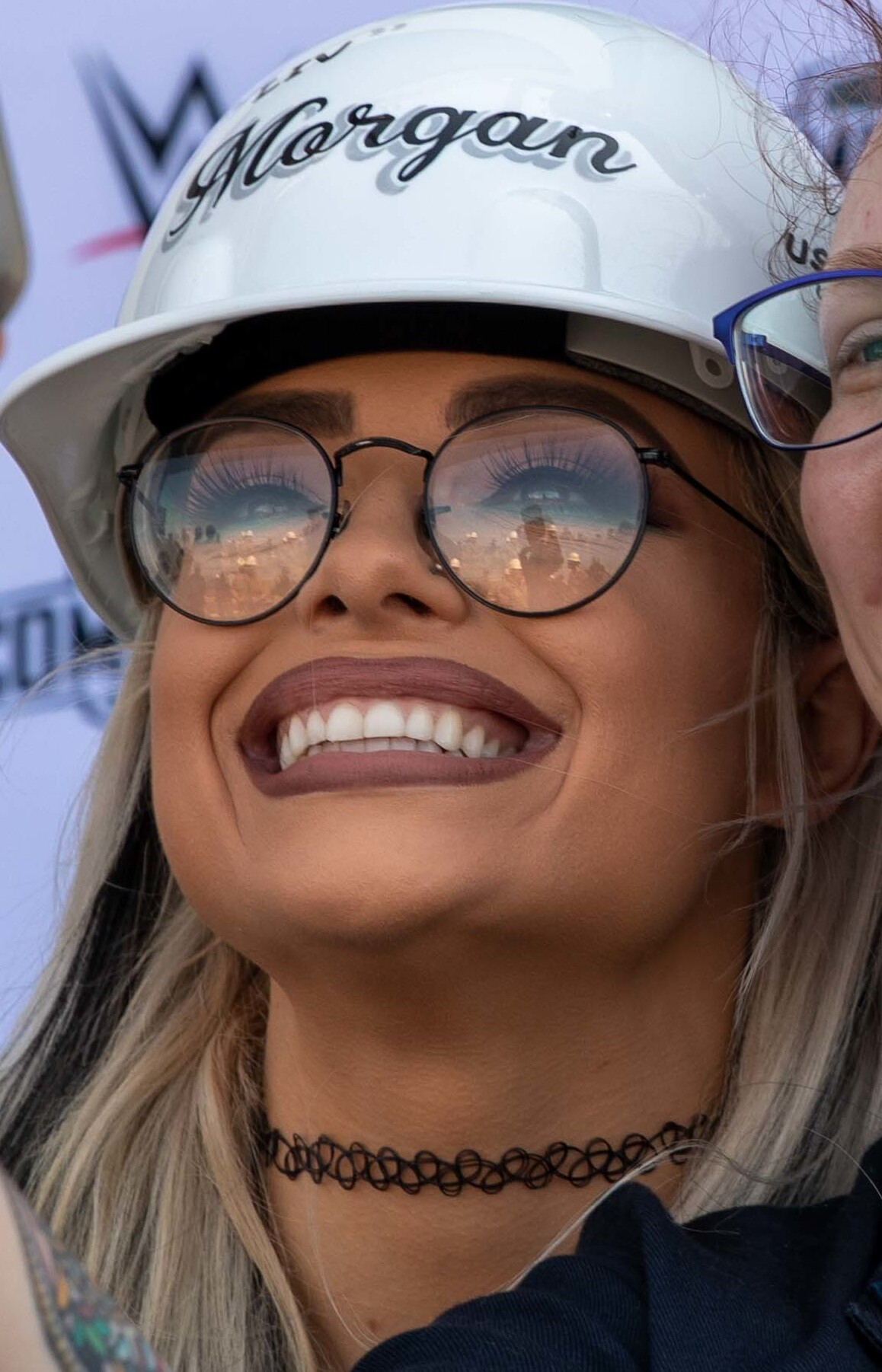
Morgan en 2022.

En el episodio del 13 de junio en Raw, Morgan hizo equipo con Alexa Bliss para derrotar a Doudrop y Nikki A.S.H. en un combate por equipos para clasificarse en la lucha de escaleras Money in the Bank femenino. El 2 de julio, en el evento, Morgan ganó el contrato de Money in the Bank, otorgándole un combate de su elección por el Campeonato Femenino de Raw, o SmackDown. Más tarde esa noche, después de la lucha por el Campeonato Femenino de SmackDown entre Natalya y Ronda Rousey, Morgan cobró su contrato por un combate contra esta última para ganar el título, convirtiéndola en la tercera mujer, junto a Alexa Bliss y Bayley, y la quinta luchadora en general, en cobrar el contrato de Money in the Bank la misma noche después de ganarlo. En SummerSlam, Morgan retuvo el título de manera polémica en una revancha contra Rousey; al rendirse mientras esta última le aplicaba un armbar, pero como tenía los hombros reposados sobre la lona del ring, la cuenta a tres fue realizada y la victoria por pinfall se le dio a Morgan. Después del combate, Rousey atacó a Morgan y al árbitro. El 3 de septiembre en el evento Clash at the Castle, Morgan enfrentó a Shayna Baszler en un combate titular, en el cual salió victoriosa y retuvo su campeonato. En el episodio del 9 de septiembre de SmackDown, Rousey derrotó a Natalya, Lacey Evans y Sonya Deville para ganar una revancha por el Campeonato Femenino de SmackDown, pactada para Extreme Rules. La semana siguiente, Morgan desafió a Rousey a un combate de reglas extremas por el título, mismo al que aceptó. En el evento, Morgan perdió el Campeonato ante Rousey, terminando su reinado con 98 días. En el episodio del 11 de noviembre de SmackDown, compitió en un combate desafiante de seis mujeres para determinar a la contendiente número uno al Campeonato Femenino de SmackDown que se enfrentaría a Ronda Rousey en Survivor Series WarGames, el cual fue ganado por Shotzi.
El 28 de enero de 2023, en el evento Royal Rumble, Morgan fue la segunda luchadora en entrar al Royal Rumble femenino, logrando quedar entre las tres finalistas del combate, antes de ser la última eliminada del mismo por Rhea Ripley, la ganadora de la contienda. Adicionalmente, obtuvo el segundo récord de más tiempo luchando durante un Royal Rumble femenino, durando 1:01:07; se registró oficialmente que Ripley duró un segundo más. El 18 de febrero participó en el combate Elimination Chamber, en el evento titular, pero fue elimada por Natalya y Asuka. En el episodio del 17 de marzo de SmackDown, se emparejó con Raquel Rodríguez para derrotar a Tegan Nox y Emma en un combate por parejas, y de esta forma ambas clasificaron como equipo para participar en el combate Women's WrestleMania Showcase en WrestleMania 39. En la primera noche del evento, no lograron ganar el encuentro, siendo derrotadas por Ronda Rousey y Shayna Baszler. La noche siguiente en Raw, Morgan hizo equipo con Rodríguez para derrotar a Damage CTRL en un combate para determinar a las contendientes al Campeonato Femenino en Parejas de WWE. Su lucha por los títulos se programó para la semana siguiente, en el que se enfrentarían a las campeonas reinantes Lita y Becky Lynch. En el episodio del 10 de abril de Raw, ganaron los campeonatos tras derrotar a Lynch y Trish Stratus, quien se presentó reemplazando a Lita luego de que esta última fuese atacada esa noche y quedara incapacitada para competir. En el episodio del 21 de abril de SmackDown, Morgan y Rodríguez retuvieron sus títulos contra Sonya Deville y Chelsea Green.

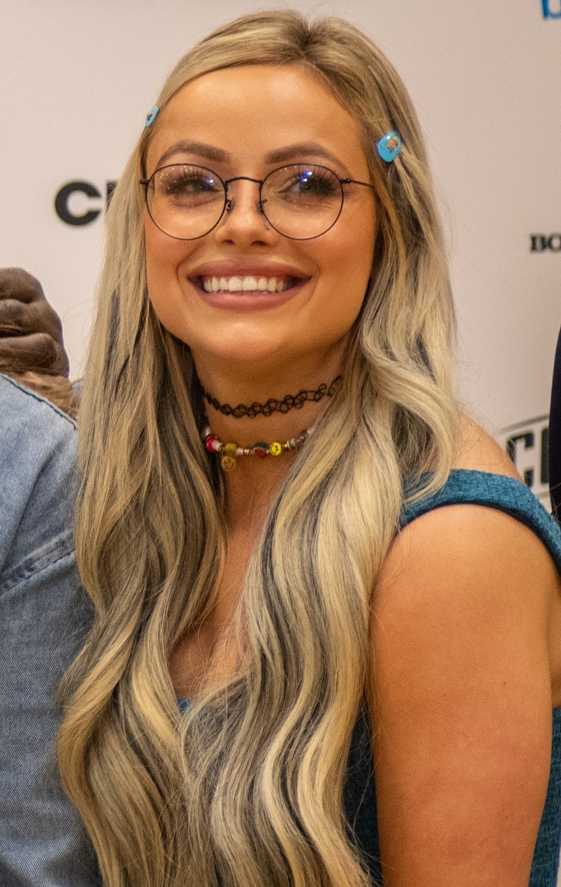
Morgan en enero de 2023.

Como parte del Draft 2023, Morgan y Rodríguez fueron trasladadas a la marca Raw. Luego de que Morgan sufriera una lesión de hombro, ella y Rodríguez se vieron obligadas a dejar vacantes los títulos, poniendo fin a su reinado a los 39 días. Hizo su regreso en el episodio del 23 de junio de SmackDown, donde retó, junto a Rodríguez, a Ronda Rousey y Shayna Baszler a un combate por los Campeonatos Femeninos en Parejas. Dicha lucha se llevó a cabo el 1 de julio en Money in the Bank, donde ambas lograron recapturar sus títulos tras derrotar a Rousey y Baszler. Sin embargo, el 17 de julio de 2023, en Raw, perdieron los cinturones ante Chelsea Green & Sonya Deville.

### The Judgment Day (2024-presente)
Después de una pausa de seis meses, Morgan regresó al Royal Rumble 2024 ingresando al combate Royal Rumble en el _#30. Morgan pasó a ser finalista en la lucha por segundo año consecutivo, eliminando a Zoey Stark y Jade Cargill en el proceso, antes de ser eliminada por la ganadora, Bayley. Luego participó en el Elimination Chamber match femenino en el evento titular, pero fue la última mujer eliminada por Becky Lynch.
En el episodio del 8 de abril de Raw, Morgan atacó a Rhea Ripley en un segmento tras bastidores, durante el cual ella se lesionó legítimamente el brazo derecho y se vio obligada a dejar vacante el Campeonato Mundial Femenino. Durante las siguientes semanas, Morgan comenzó a mostrar rasgos heel. En King and Queen of the Ring el 25 de mayo, Morgan derrotó a Lynch para ganar el título por segunda vez después de la interferencia accidental del interés amoroso de Ripley, Dominik Mysterio. Dos noches después en Raw, Morgan derrotó a Lynch en una lucha en jaula de acero para retener su título después de otra interferencia accidental de Dominik, antes de besarlo después de que concluyó la lucha. Una semana después, continuó su búsqueda de Mysterio, creyendo que él la había ayudado intencionalmente en sus victorias sobre Lynch, aunque los miembros de The Judgment Day intentaron mantener a los dos separados. En el episodio del 24 de junio de Raw, Morgan ayudó a los miembros de Judgment Day Finn Bálor y JD McDonagh a derrotar a The Awesome Truth (The Miz y R-Truth) por el Campeonato Mundial en Parejas. Dos semanas después en Raw, Ripley hizo su regreso y Morgan huyó mientras Ripley confrontaba a Dominik. La semana siguiente, Ripley llamó a Morgan y la retó a una lucha en SummerSlam por el título, Morgan apareció en la pantalla y aceptó el desafío.
En SummerSlam el 3 de agosto, Morgan derrotó a Ripley para retener su título después de la interferencia de Dominik, lo que le dio a Ripley su primera derrota por pinfall desde mayo de 2022. Después del combate, Dominik se volvió contra Ripley y besó a Morgan, convirtiéndose oficialmente en una pareja en pantalla y convirtiendo completamente a Morgan en heel por primera vez desde 2019. En el siguiente episodio de Raw, Morgan se unió oficialmente a The Judgment Day cuando Ripley y Damian Priest fueron excomulgados del grupo. En Bash in Berlin el 31 de agosto, Morgan y Mysterio perdieron ante Ripley y Priest en un combate por equipos mixtos a pesar de la interferencia de Bálor, McDonagh y Carlito, con Morgan recibiendo el conteo de tres. En Bad Blood el 5 de octubre, Morgan perdió ante Ripley por descalificación después de que Raquel Rodríguez regresara y atacara a Ripley y se aliara con Morgan y The Judgment Day. Como los campeonatos no cambian de manos por descalificación o conteo a menos que se estipule, Morgan siguió siendo campeona. En Crown Jewel el 2 de noviembre, Morgan derrotó a la Campeona Femenina de WWE Nia Jax para ganar el Campeonato inaugural de WWE Women's Crown Jewel después de la interferencia de Mysterio y Rodríguez. En el episodio del 11 de noviembre de Raw, Morgan y Rodríguez no pudieron ganar el Campeonato Femenino en Parejas de WWE de Bianca Belair y Jade Cargill. En Survivor Series: WarGames el 30 de noviembre, Morgan participó en su primer WarGames match junto a Rodríguez, Jax, Tiffany Stratton y Candice LeRae contra Ripley, Belair, Bayley, Iyo Sky y Naomi en un esfuerzo perdido, con Morgan siendo nuevamente cubierta por Ripley. En Saturday Night's Main Event el 14 de diciembre, Morgan derrotó a Sky para retener el título. En el estreno de Raw en Netflix, Morgan perdió el título ante Ripley a pesar de la interferencia de Mysterio y Rodríguez, poniendo fin a su reinado a los 226 días.

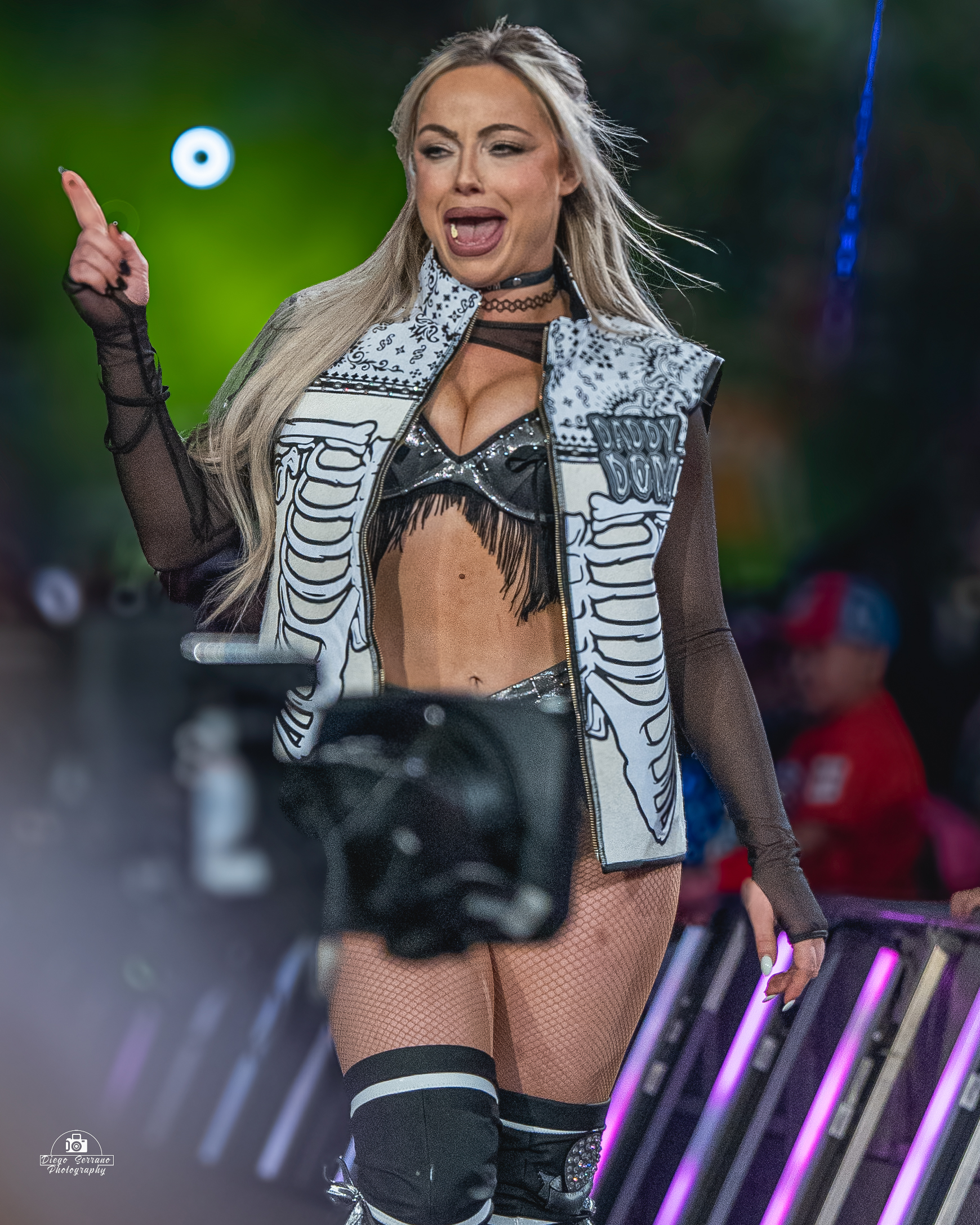
Morgan haciendo ingreso al Royal Rumble 2025.

Después de perder el título, Morgan comenzó a hacer equipo exclusivamente con Rodríguez. En el Royal Rumble del 1 de febrero de 2035, Morgan entró en la lucha homónima en el puesto #2, durando más de una hora y eliminando a Natalya y Alexa Bliss antes de ser eliminada por Jax. En el episodio del 24 de febrero de Raw, Morgan y Rodríguez derrotaron a Belair y Naomi para ganar el Campeonato Femenino en Parejas de WWE por tercera vez después de la interferencia de Mysterio. Morgan y Rodríguez perdieron los títulos ante Lyra Valkyria y Lynch, que regresaba, en la Noche 2 de WrestleMania 41, pero los recuperaron en una revancha la noche siguiente en Raw. También defendieron el título en NXT el 22 de abril, donde derrotaron a Gigi Dolin y Tatum Paxley. En el episodio del 16 de junio de Raw, Morgan sufrió una dislocación legítima de hombro durante un combate contra Kairi Sane, lo que llevó a Roxanne Perez a unirse a The Judgment Day y reemplazar a Morgan como campeona. WWE reconoce esto como un reinado independiente, terminando así el reinado de Morgan con Rodríguez a los 70 días.

## Otros medios
Morgan hizo su debut en los videojuegos como un personaje jugable en WWE 2K19, y más tarde aparecería en WWE 2K20, WWE 2K Battlegrounds, WWE 2K22, y WWE 2K23.
En junio de 2022, se anunció que Morgan haría su debut cinematográfico en la película The Kill Room, compartiendo créditos con Maya Hawke, Samuel L. Jackson, y Uma Thurman. En octubre, se confirmó que intervendría con una aparición especial en la segunda temporada de la serie Chucky.

## Vida personal
En noviembre de 2020, Daddio confirmó con una captura de pantalla en Twitter que había tomado un curso para convertirse en agente de bienes raíces en la Escuela de Bienes Raíces Bob Hogue.
También es fanática del equipo de Fútbol americano de los Green Bay Packers y dirigió una interpretación de "Beer Barrel Polka" (también conocida como la canción "Roll Out the Barrel") durante un juego en Lambeau Field en diciembre del 2023. Durante su etapa en The Riott Squad, Daddio se tatuó junto a sus compañeras Ruby Riott (Dori Prange) y Sarah Logan (Sarah Rowe) como símbolo de hermandad dentro y fuera del ring. El diseño, de estilo minimalista con tres marcas iguales, ha sido mostrado por las tres en entrevistas y redes sociales. Daddio ha sido considerada por sectores del público como un ícono alternativo dentro del universo de WWE, especialmente por su estilo no convencional y su cercanía con comunidades diversas, incluyendo mujeres jóvenes y fanáticos LGBTQ+.[¿por quién?]
El 14 de diciembre de 2023, Daddio fue arrestada por posesión de marihuana (no más de 20 gramos) y drogas, posiblemente cannabinoides sintéticos, en el condado de Sumter. Según los informes, el ayudante del sheriff vio su vehículo cruzar las líneas blanca y amarilla de una carretera del condado.
En el pasado, Daddio mantuvo una relación sentimental con el también luchador Eric Arndt, conocido en WWE como Enzo Amore. Su relación fue pública durante sus primeros años en el roster principal y finalizó tras una serie de controversias y rumores de infidelidad.
En cuanto a sus compañeros de ring, ha mostrado una cercanía con Dominik Mysterio. En transmisiones en vivo de WWE se ha referido a ella como «güerita», reforzando la percepción pública de complicidad entre ambos.

## En el cuadrilátero
Liv Morgan ha desarrollado un estilo de lucha ágil, explosivo y adaptable, combinando elementos de lucha aérea, técnica y una notable capacidad de resiliencia en el ring. A lo largo de los años, ha evolucionado de una luchadora acrobática e impredecible a una combatiente más agresiva, emocional y estratégica, capaz de sorprender tanto por su dureza como por su creatividad.

### Estilo y tributos
Morgan ha rendido homenaje a Eddie Guerrero, ejecutando el Frog Splash y los Three Amigos, e incorporando gestos icónicos como levantar los brazos después de un ataque exitoso. Su estilo general ha sido comparado con figuras de eras anteriores como Lita y Trish Stratus, a quienes ha mencionado como influencias.

### Gestos y personalidad en el ring
Morgan se caracteriza por sonreír incluso tras recibir daño y por realizar gritos, risas y gestos provocadores en acción, consolidando su imagen de “caos dulce”. Desde 2024 y 2025, su asociación con Dominik Mysterio (tanto in‑kayfabe como fuera del Storyline) reforzó su personaje, destacando su complejidad emocional y lado de villana.

## Filmografía

### Películas
| Año | Título        | Papel |
| --- | ------------- | ----- |
| TBA | The Kill Room | Lily  |

### Televisión
| Año     | Título                              | Papel |
| ------- | ----------------------------------- | --- |
| 2015-19 | Total Divas                         | Ella misma (cuarta temporada, episodio 9: Clash of the Divas) Recurrente en la novena temporada            |
| 2021    | Attack of the Show!                 | Ella misma                                                                                                 |
| 2022    | Chucky                              | Ella misma (segunda temporada, episodio 4: Death on Denial) Video de archivo (episodio 8: Chucky Actually) |
| 2023    | Jersey Shore: Vacaciones en Familia | Ella misma (episodio: Get Your Sack in the Hole)                                                           |

## Campeonatos y logros
- WWE

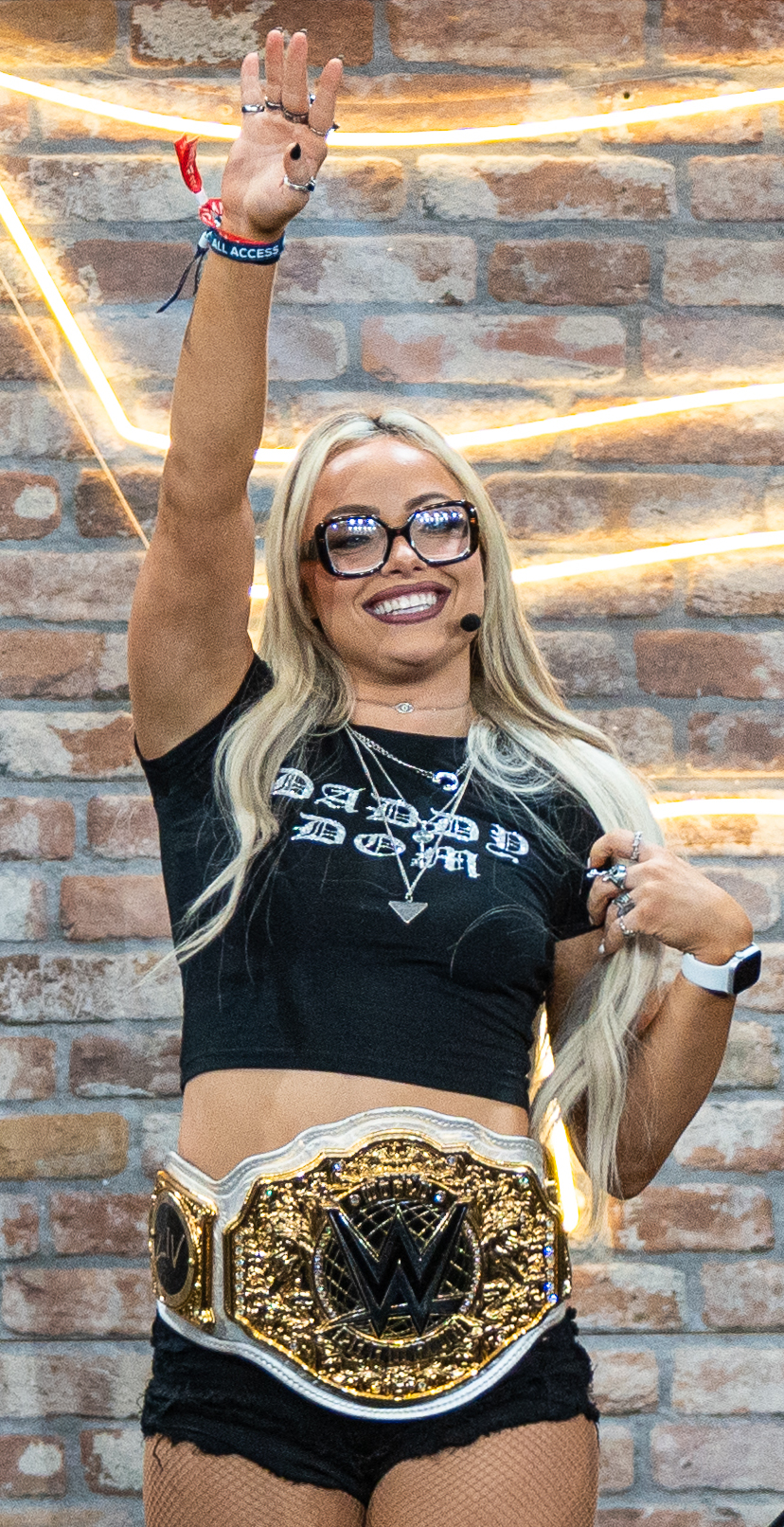
Morgan con el cinturón del Campeonato Mundial Femenino.

  - Women's World Championship (2 veces)[117]
  - WWE Women's Tag Team Championship (4 veces) — con Raquel Rodríguez
  - WWE Women's Crown Jewel Championship (1 vez, inaugural)
  - Money in the Bank (2022)[55]
  - Slammy Award
    - Female Superstar del Año (2025)
    - Villanos del Año — con Dominik Mysterio (2025).

- Pro Wrestling Illustrated
  - Retorno del año (2024)
  - Situada en el N°70 en el PWI Female 150 en 2019
  - Situada en el N°84 en el PWI Female 150 en 2020
  - Situada en el N°137 en el PWI Female 150 en 2021
  - Situada en el Nº17 en el PWI Female 150 en 2022
  - Situada en el N°38 en el PWI Female 250 en 2023
  - Situada en el N°12 en el PWI Female 250 en 2024